# Probierwaage

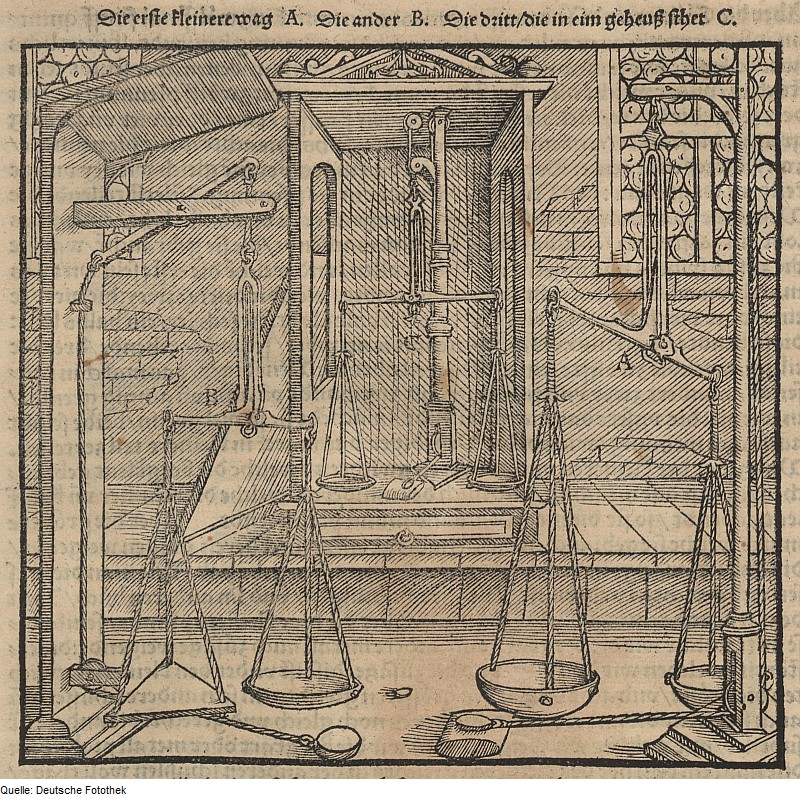
Probierwaagen nach Agricola

Eine Probierwaage ist eine sehr empfindliche Waage mit losen Einsetzschalen. Probierwaagen wurden bei der Probierkunst von den Probierern zum Abwiegen der Erz- und Metallproben eingesetzt. Es wurden dabei oftmals drei verschiedene Probierwaagen eingesetzt, die Einwiegewaage, die Flußwaage und die Kornwaage.

## Geschichtliches
Im Jahr 1550 erfand der Nürnberger Hanns Lamprecht einfache Probierwaagen. Etwa um das Jahr 1790 erfand Hyacinth Magellan neue Probierwaagen. Eine besonders genaue Art von Probierwaagen hat der Mechanikus Magnie aus Paris erfunden. Diese Waagen waren so genau, dass sie sogar bei 1/2000 eines Grans einen Ausschlag gaben.

## Aufbau
Um ein exaktes Ergebnis zu erzielen, müssen die Probierwaagen eine hohe Genauigkeit besitzen. Als Waagen wurden Balkenwaagen mit möglichst geringen Toleranzen verwendet. Die hohe Genauigkeit wurde dadurch erzielt, dass die Drehachse der Waagebalken genau ausgerichtet war und die Arme der Waage gleich lang waren. Aufgrund der hohen Genauigkeit der Waagen konnten bei sehr guten Waagen sogar Staubpartikel in einer der Waagschalen das Ergebnis negativ beeinflussen. Die Waagen waren aus bestem Stahl gefertigt, der gut bearbeitbar war und nicht so leicht von Rost angegriffen wurde. Der Stahl wurde nur soweit gehärtet, dass er elastisch blieb und nach einer Deformierung wieder in die Ausgangsform zurücksprang. Waagen, die aus diesem Stahl gefertigt wurden, konnten sehr fein und leicht gebaut werden. Damit an den Aufhängungen der Waagschalen kein Staub anhaften konnte, wurden bei Münzwaagen die Waagschalen mit Metallbügeln an den Waagebalken gehängt. Bei besonders empfindlichen Waagen wurden die Aufhängungen für die Waagschalen aus Pferdehaaren oder aus Platindrähten gefertigt.

## Einsatz der drei Waagen
Die eingesetzten Waagen hatten unterschiedliche Empfindlichkeiten und Belastungsfähigkeiten. Die Einwiegewaage war für größere Gewichte ausgelegt und diente zum Abwiegen des Bleis und der Zuschläge. Die zweite Waage wurde zum Abwiegen der zu probierenden Metalle und Erze verwendet, sie war empfindlicher als die erste Waage. Diese beiden ersten Waagen waren Einwiegewaagen. Die Kornwaage war eine Auswiegewaage, sie war die empfindlichste der verwendeten Waagen. Mit ihr wurden die Gold- oder Silberkörnchen ausgewogen, die beim Abtreiben in der Probierform (Kapelle) blieben. Diese Waage war sehr empfindlich und konnte durch unsachgemäße Behandlung schwer beschädigt werden, ebenso durch den falschen Einsatz dieser Waage z. B. als Einwiegewaage. Kornwaagen werden auch heute noch bei der Untersuchung von Metallproben eingesetzt.

## Aufstellung und Behandlung der Waagen
Die Waagen wurden an der Wand mit einer Halterung so befestigt, dass das einfallende Licht seitlich auf die Waage fiel. Zusätzlich wurde ein mattgrüner Schirm hinter der Waage angebracht. Dieses diente zur Schonung der Augen. Empfindliche Probierwaagen konnten durch Zugluft, ungleiche Erwärmung, Staub und starke elektrische oder elektromagnetische Felder beeinflusst werden. Um empfindliche Waagen vor Staub, Luftzug und Oxidation zu schützen, wurden diese in einem Glasgehäuse aufbewahrt, das mit Türen versehen war. Das Gehäuse stand auf drei verstellbaren Schrauben, mit denen es horizontal ausgerichtet werden konnte. Zur Kontrolle der genauen Ausrichtung diente ein an der Waage angebrachtes Pendel. Um Feuchtigkeit aus dem Glasgehäuse zu absorbieren, wurde ein mit Pottasche oder Calciumchlorid gefülltes Glas in das Gehäuse gestellt. Als Schutz vor Beeinträchtigungen durch Luftzug – z. B. durch Öffnen der Probierstubentür – wurde der Arbeitsplatz durch eine zusätzliche Wand aus Glasfenstern geschützt. Die Waagen mussten vor Feuchtigkeit, ätzenden Dämpfen und Staub geschützt werden. Auch gewaltsame Erschütterungen waren für die Waagen schädlich. Der Probierer musste darauf achten, dass die Waagen keinen Rost ansetzten, da sie dadurch ungenaue Ergebnisse brachten.

## Das Wiegen
Zum Wiegen wurde zu wiegende Probiergut in die eine Waagschale gelegt, die Probiergewichte in die andere. Beim Einwägen wurden die Probiergewichte auf die linke und beim Auswägen auf die rechte Waagschale gelegt. Dabei durfte das Probiergut weder heiß noch wesentlich kälter als die Raumtemperatur des Probierraumes sein. Bei heißem Probiergut wurde die Waage durch den vom Probiergut aufsteigenden Luftstrom so beeinflusst, dass das Probiergut leichter erschien als es in Wirklichkeit war. Probiergut, das kälter war als die Raumtemperatur des Probierraumes, nahm die Luftfeuchtigkeit auf und wurde dadurch schwerer als vorher. Damit man beim Wägen schnell ein genaues Ergebnis erhielt, wurden die Probiergewichte in einer festgelegten Reihenfolge auf die Waagschale gelegt. Dadurch wurde das zu ermittelnde Gewicht in immer engere Grenzen gebracht, sodass es letztendlich genau war. Zum Auflegen oder Abnehmen von Probiergut oder Gewichten musste die Waage in der Regel arretiert werden. Das Probiergut wurde zum Abwägen in passende Schälchen oder Schiffchen aus dünnem Messingblech gefüllt. Wenn das Probiergut nicht direkt in den Schälchen gewogen werden konnte, so wurde es in eine Glasröhre gefüllt, die mit einem Stöpsel versehen wurde. Nach dem Wiegen wurde das Probiergut wieder ausgeschüttet und das Gewicht der Glasröhre ermittelt. Die Differenz der beiden Messungen wurde berechnet und ergab dann das Gewicht des Probiergutes. Pulverförmige Substanzen wurden auf Glanzpapier ausgebreitet, wieder aufgehäuft und anschließend portionsweise so gewogen, dass immer im Wechsel eine Probelöffelfüllung Probemehl auf die Waagschale gelegt wurde, diese dann ausgewogen wurde und im Anschluss daran eine erneute Portion dazugetan und erneut gewogen wurde. Dies wurde solange durchgeführt, bis das Gewicht komplett ermittelt war.

## Die Probiergewichte

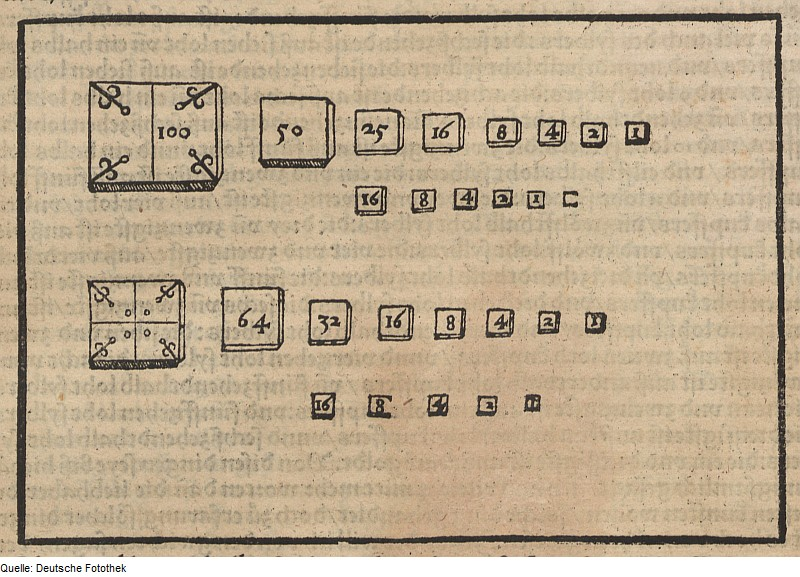
Probiergewichte nach Agricola

Für die Probiergewichte (Massemaße zur Bestimmung des Feingehaltes von Münzen, Erzen und Edelmetalllegierungen) wurden verschiedene Materialien wie Quarz oder Metalle verwendet. Für Gewichtsstücke aus Quarz verwendete man Achat oder Karneol. Die metallischen Probiergewichte bestanden aus den Metallen Silber oder Platin oder aus den Legierungen Messing oder Argentan. Für sehr kleine Gewichte wurde Federmark oder Aluminium verwendet. Da Messing leicht oxydiert, eignete es sich zunächst nicht für die Anfertigung genauer Gewichte. Um diesen Mangel auszugleichen, wurden Messinggewichte vor dem ersten Justieren galvanisch vergoldet. Gewichte aus Silber liefen unter Bildung von Schwefelsilber schwarz an, dies hatte aber keinen erkennbaren Einfluss auf die Messung. Die einzelnen Gewichte wurden vor dem ersten Einsatz auf einer genauen und genügend empfindlichen Waage überprüft. Es gab Grammgewichte und Centnergewichte. Die Grammgewichte waren unterteilt in Gramm, Dekagramm, Hectogramm und Kilogramm. Die Centnergewichte waren je nach Land verschieden schwer. Es gab das Oberharzer Centnergewicht, das Freiberger Centnergewicht, das Österreichische Centnergewicht und ein sogenanntes aelteres Probircentnergewicht. Außerdem gab es noch das englische Probiergewicht, dieses war ein an das Apothekergewicht, Troy Weight, angelehntes Graingewicht.